# Callipteroma sexguttata
Callipteroma sexguttata är en stekelart som beskrevs av Victor Ivanovitsch Motschulsky 1863. Callipteroma sexguttata ingår i släktet Callipteroma och familjen sköldlussteklar. Inga underarter finns listade.